# 김예진 (쇼트트랙 선수)
김예진(1999년 12월 20일~)은 대한민국의 은퇴한 쇼트트랙 선수이다. 2018년 동계 올림픽에서 여자 계주 종목 금메달을 획득한 대한민국팀의 일원이다. 2020년 3월 2일 은퇴를 선언하였다. 은퇴 후 김리아(金利娥)로 개명했다.

## 출신 학교
- 서울휘봉초등학교
- 휘경여자중학교
- 평촌고등학교
- 한국체육대학교 자퇴

## 사건
- 2019년 2월 27일 김건우의 진천선수촌 여자 선수 숙소 출입을 도와 국가대표 자격을 박탈당했다.[1]
- 2019년 8월 대학교를 휴학하고, 12월에 자퇴하여 2020년 1월 의정부시청에 입단했다. 그런데 2019년 11월에 열린 전국남녀 쇼트트랙 대회에 휴학생이 아닌 자퇴생으로 일반부에 출전한 것이 발각되어 1년 자격정지를 받았다.[2] 기사가 뜨고 이틀 뒤인 2020년 3월 2일 은퇴를 선언하였다.[3]

## 같이 보기
- 심석희
- 최민정
- 김아랑
- 김지유
- 이유빈